# Вече (сабор)
Вече (рус. вече; пољ. wiec; IPA: ; IPA:) је био народни сабор у средњовековним словенским земљама. 
У Новгороду и Пскову, где је вече стекло велику важност, вече је било у великој мери слично нордијском или швајцарском Ландсгемеиндеу. 

## Етимологија
Реч је наслеђена од прасловенског *ветје, што значи 'савет', 'саветовањ' или 'разговор' (што је такође заступљено у речи совјетски, а обе речи потичу од прасловенског вербалног порекла речи *ветити, разговарати, говорити'). Постоји веза са „vice“ у „advice“, а нешто удаље са санскритском „Ведом“, германским речима као што су „wise“ (енглески), „weten“ (холандски, „знати“), „witch“ ( словенски: вешт-ица ) и многим другима, који ипак потичу из другачијег индоевропског корена. Исто тако, постоје дезинформације у којима се тврди да је семантичка деривација која даје значење речи која се разматра паралелна са оним од конгрегације. Савремене речи сведенија (рус. сведения) и свидцхенниа (укр. свідчення) оба значења „информација“ су сродна овој речи.

## Рани Словени
Прокопије Цезарејски је већ у VI веку поменуо окупљање словенских народа на народним саборима.
Али када је извештај пренет и стигао до целог народа, практично сви Анти су се окупили да разговарају о ситуацији, и захтевали су да се ствар објави у јавности (...). Јер овим народима, Склавенима и Антима, не влада један човек, већ су они од давнина живели у демократији, па се стога све што укључује њихову добробит, било за добро или за зло, односи на народ.
Сматра се да је источнословенска веча настала у племенским скупштинама источне Европе, дакле пре руске државе. Најранији спомен вече у источноевропским хроникама односе се на примере у Белгороду (данас Билгород-Кијевски) 997. године, Новгороду 1016. године, у Кијеву 1068. године, у Пскову 1123. године. Скупштине су расправљале о питањима рата и мира, усвајале законе, позивале владаре да преузму власт и протеривале владаре. У Кијеву је вече сазвано испред Саборног храма Свете Софије.
У Украјини, градско вече је било једноставно окупљање чланова заједнице како би се сви информирали о важним догађајима и радили на колективном планирању за блиску будућност.

### Новгородска република
Веча је била највиша законодавна и судска власт у Новгородској републици до 1478. године, након што је Велики кнез Иван III освојио Новгород.
Традиционална стипендија даље тврди да је серија реформи 1410. године трансформисала вечу у нешто слично јавној скупштини Републике Венеције ; постао је Доњи дом парламента. Основан је и виши сенатски савет лордова (совет господ) са насловним чланством за све бивше градске магистрате (посаднике и тисјатске). Неки извори указују на то да је чланство у вецхе могло постати пуно радно време, а посланици у парламенту су се сада звали вечникс. Неки од научника млађе генерације ово тумачење доводе у питање.
Новгородску скупштину је по свој прилици могао сазвати свако ко је зазвонио на вече, мада је вероватније да је уобичајена процедура била сложенија. Цело становништво града — бојари, трговци и обични грађани — тада се окупљало на Јарославовом двору или испред Саборне цркве Свете Премудрости (која је названа Владично вече – „Архиепископска веча“, пошто се звала испред Катедрала). Вече звоно је било симбол републиканског суверенитета и независности и из тог разлога га је Иван ИИИ однео у Москву када је преузео контролу над градом, како би показао да је старом начину рада крај.
Одвојене скупштине су се могле одржавати у концима (областима или „крајевима“) Новгорода.
Од свих других градова Новгородске земље, хронике помињу само вече у Торжоку, али је могуће да су постојале и у свим другим градовима.

### Псковска република
Вече Псковске републике имало је законодавна овлашћења, могло је да поставља војне команданте и саслуша извештаје амбасадора. Такође је одобравао трошкове као што су донације кнезовима и плаћања градитељима зидова, кула и мостова.  Вече се окупљао у двору Тројице, у коме се налазила архива вече и важних приватних исправа и државних докумената. Већа скупштина обухватала је посаднике (градоначелнике), „средње“ и обичне људе. Историчари се разликују у томе у којој мери је вече доминирала елита, при чему једни кажу да је стварна власт у рукама бојара, а други сматрају да је веча демократска институција. Сукоби су били уобичајени и сукоб између веча и посадника 1483-1484. довео је до погубљења једног посадника и конфискације имовине још тројице посадника који су пребегли у Москву.
Веча су функционисала до 1510. године, када је тај град преузео велики кнез Василије III (1505–1533).

## Пољска
Вече, познате у Пољској као wiece, сазиване су и пре почетка пољске државности у Краљевини Пољској. О текућима питањима су прво расправљали старешине и вође, а касније су их изнели свим слободним људима на ширу дискусију.  
Један од главних типова веча био је онај који се сазива да би се изабрал нови владар.  Постоје легенде о избору из 9. века легендарног оснивача династије Пјаста и сличном избору његовог сина, Сиемовита, али извори за то време потичу из каснијих векова и научници оспоравају њихову ваљаност.  Изборна привилегија је обично била ограничена на елиту,  која је у каснијим временима попримила форму најмоћнијих племића (магната, принчева) или званичника, и била је под јаким утицајем локалне традиције и снаге владара. До 12. или 13. века, институција веча је такође ограничила своје учешће на високе племиће и званичнике. Национална окупљања званичника веча 1306. и 1310. могу се сматрати претходницама заседања пољског парламента. 